# Ballymoney
Ballymoney è una città nordirlandese di 10 402 abitanti.
Città natale del pilota motociclistico Joey Dunlop.